# Trichophoroides niveus
Trichophoroides niveus är en skalbaggsart som beskrevs av Linsley 1935. Trichophoroides niveus ingår i släktet Trichophoroides och familjen långhorningar.
Artens utbredningsområde är:
- Costa Rica.
- Honduras.
- Nicaragua.

Inga underarter finns listade i Catalogue of Life.